# Apalharpactes reinwardtii
El trogón de Java (Apalharpactes reinwardtii) es una especie de ave en la familia Trogonidae. Anteriormente la especie y el trogón de Sumatra eran considerados una sola especie, el trogón de cola azul, sin embargo diferencias en tamaño, peso y plumaje han influido en la decisión de separarlas. Estas dos especies a su vez formaban parte con el resto de los trogones asiáticos del género Harpactes, aunque en la actualidad han sido separadas en su género propio a causa de las diferencias en su plumaje.

## Distribución y hábitat
El trogón de Java es endémico de la zona oeste de la isla de Java en Indonesia.
Su hábitat natural son los bosques montanos húmedos subtropicales o tropicales.
Se encuentra amenazada por pérdida de hábitat.